# San Antonio (fiume)
Il San Antonio è un fiume degli Stati Uniti d'America, uno dei principali corsi d'acqua dello stato del Texas. Si trova nella parte meridionale dello stato; nasce poco a nord della città di San Antonio e sfocia, dopo 386 km, nel fiume Guadalupe, a pochi chilometri dalla foce di questo nella baia di San Antonio, nel golfo del Messico.
Lungo il suo corso si sono svolte molte battaglie durante la rivoluzione texana, tra cui la battaglia di Alamo.